# Gösta Eriksson
Gösta Gunvald Eriksson, född 26 januari 1931 i Skee i Strömstads kommun, död 21 augusti 2024 i Trollhättan, var en svensk roddare. Han tävlade för RK Three Towns och Trollhättans RS.

## Meriter

### Olympiska meriter
Eriksson deltog i två olympiska sommarspel. Vid OS i Melbourne 1956 deltog han i två klasser: fyra med styrman och åtta med styrman. Silverbesättningen i fyra med styrman bestod utöver Gösta Eriksson av Evert Gunnarsson, Ivar Aronsson, Olle Larsson och Bertil Göransson. Senare samma dag som de fem tagit hem silvermedaljen deltog de i finalen för åtta med styrman. Efter att redan presterat max tidigare under dagen satte man sig tillsammans med fyra fräscha roddare i båten, krafterna räckte denna gång dock inte längre än till en fjärdeplacering. 
Vid de olympiska sommarspelen i Rom 1960 rodde Gösta Eriksson i klasserna tvåa med styrman och tvåa utan styrman tillsammans med Lennart Hansson. I tvåa med styrman slogs besättningen med cox (styrman) Owe Lostad ut i uppsamlingsheatet . Även i tvåa utan styrman slutade de oplacerade  eftersom de inte startat i uppsamlingsheatet.

### Övriga internationella meriter
I övriga sammanhang blev det tre guld vid nordiska mästerskap, två silver på europeiska mästerskap samt ett guld på veteran-VM.

### SM-meriter
Vid svenska mästerskap lyckades Eriksson ta 12 guldmedaljer. Medaljerna har fördelats så att Eriksson har SM-guld i alla av den tidens olympiska klasser i rodd, från enmansrodd i singelsculler till största lagbåten åtta med styrman.